# Hazel Hotchkiss Wightman
Hazel Hotchkiss Wightman (Newton, 20 de Dezembro de 1886 – Healdsburg, 5 de Dezembro de 1974) foi uma tenista estadunidense.

## Grand Slam finais

### Simples (4 títulos 1 Vice)
| Resultado | Ano  | Campeoanot | Oponente               | Placar         |
| Campeã    | 1909 | US Open    | Maud Barger-Wallach    | 6–0, 6–1       |
| Campeã    | 1910 | US Open    | Louise Hammond Raymond | 6–4, 6–2       |
| Campeã    | 1911 | US Open    | Florence Sutton        | 8–10, 6–1, 9–7 |
| Vice      | 1915 | US Open    | Molla Mallory          | 6–4, 2–6, 0–6  |
| Campeã    | 1919 | US Open    | Marion Zinderstein     | 6–1, 6–2       |